# قاعة مشاهير أتحاد توتال نون ستوب أكشن ريسلينغ
قاعة مشاهير أتحاد توتال نون ستوب أكشن بالإنجليزية TNA Hall of Fame هي قاعة مشاهير تكرّم المصارعين المحترفين وشخصيات المصارعة، التي أنشأها ويديرها يروج لها أتحاد المصارعة الوطني ومقره الولايات المتحدة توتال نون ستوب أكشن ريسلينغ . و تم أنشاء قاعة مشاهير الـTNA في عام 2012 وعادة ما يتم الإعلان عن المنضمين للقاعة في عرض الذكري السنوية الخاصة باتحاد التي ان ايه الذي يعرف بأسم Slammiversary أو عرض Impact! ويتم الاحتفال قبل عرض Bound for Glory ، مع إلقاء خطاب في عرض Bound for Glory. ومع ذلك في عام 2015 ، تم ادخال اثنين في قاعة المشاهير: و الأول هو جيف جاريت ، الذي لم يكن له احتفال بسبب انقلابه علي الشركة مما أدى إلى مباراة ليثل لوك دون لإسقاط حصته من إدارة الاتحاد في ذلك الوقت، في حين تم اعلان انضمام الحكم إيرل هبنر في عرض محلي مباشر.
تم تأسيس قاعة مشاهير التي ان ايه رسميًا في 31 مايو 2012 من البرنامج التلفزيوني الرائد للاتحاد إمباكت ريسلينغ . كما أوضحت رئيسة أتحاد الـTNA ديكسي كارتر في البيان الصحفي الرسمي، تم إنشاء قاعة المشاهير كجزء من الاحتفال بالذكرى السنوية العاشرة لأنشاء الاتحاد، وكوسيلة لتكريم أولئك الذين ساهموا في تاريخ الـTNA.

## مواعيد ومواقع الحفل
| تاريخ الأنضمام  | الموقع                 | مكان                             | الحدث                             |
| --------------- | ---------------------- | -------------------------------- | --------------------------------- |
| أكتوبر 13, 2012 | فينيكس، أريزونا        | منتجع بوينت هيلتون تاباشيو كليفس | باوند فور جلوري 2012              |
| أكتوبر 19, 2013 | سان دييغو ، كاليفورنيا | سان دييغو ماريوت ميشن فالي       | باوند فور جلوري 2013              |
| أكتوبر 11, 2014 | طوكيو، اليابان         | قاعة كوراكوين                    | باوند فور جلوري 2014              |
| يونيو 27, 2015  | أورلاندو فلوريدا       | استديوهات عالمية                 | إمباكت ريسلينغ                    |
| أكتوبر 3, 2015  | سالم ، فرجينيا         | مركز سالم المدني                 | جولة باوند فور جلوري 2015 المحلية |
| أكتوبر 2, 2016  | أورلاندو فلوريدا       | استديوهات يونيفرسال              | باوند فور جلوري 2016              |
| أكتوبر 13, 2018 | مانهاتن ، نيويورك      | حانة مكهيل                       | باوند فور جلوري 2018              |

## المنضمين

### الأفراد
| العام | صورة المنضم | اسم الحلبة (أسم الميلاد) | الالقاب والجوائز المعترف بها والتي حققها في الاتحاد |
| ----- | ----------- | ------------------------ | --- |
| 2012  |             | ستينغ (ستيف بوردن)       | بطولة الـTNA العالم للوزن الثقيل 4 مرات بطولة الـNWA العالم للوزن الثقيل مرة واحدة بطولة الـTNA للفرق مرة واحدة مع كيرت انغل مباراة العام ضد كيرت انجل في عرض باوند فور جلوري 2007 مباراة العام ضد أيه جي ستايلز في عرض باوند فور جلوري 2009 |
| 2013  |             | كورت انغل                | بطولة TNA العالمية للوزن الثقيل (6 مرات) بطولة الفرق العالمية (مرتين) مع ستينغ و أيه جي ستايلز بطولة قسم الـ (X) (مرة واحدة) الفائز بمباراة ملك الجبل (2007-2009) أفضل عداء للعام (2006) ضد سموا جو بطولة التاج الثلاثي بطولة IWGP العالم للوزن الثقيل اصدار IGF مرة واحدة                                                                          |
| 2015  |             | جيف جاريت                | المؤسس الشريك لاتحاد توتال نون ستوب أكشن بطولة الـNWA العالم للوزن الثقيل ( 6 مرات ) بطولة الـTNA ملك الجبل ( مرة واحدة ) بطولة الـAAA الميجا للوزن الثقيل (مرة واحدة) التدافع من أجل الذهب ( 2004 - الوزن الثقيل) مباراة ملك الجبل ( 2004 ، 2006 ، 2015 )                                                                                          |
| 2015  |             | ايرل هبنر                | رئيس حكام أتحاد التي ان ايه منذ عام 2006 حتي 2017 |
| 2016  |             | غيل كيم                  | بطلة الـTNA النوك اوتس الاولي علي الاطلاق بطولة الـTNA النوك اوتس (7 مرات) بطولة الـTNA النوك اوتس للفرق (مرة واحدة) مع ماديسون راين المصارعة الوحيدة التي جمعت لقبي الـTNA النوك اوتس للفرق و النوك اوتس في الوقت نفسه نوك اوتس العام 2007 ملكة النوك اوتس عام 2013 مبارة تدافع من اجل الذهب (2007 , 2016)                                         |
| 2018  |             | أبيس (كريستوفر باركس)    | بطولة الـNWA العالم للوزن الثقيل (مرة واحدة ) بطولة الـTNA للتلفزيون (مرتين) أطول فترة حمل لقب الـTNA للتلفزيون بطولة الـTNAالأكس دفجن (مرة واحدة) أثقل من حقق لقب بطولة الـTNAالأكس دفجن بطولة الـTNA للفرق (مرتين ) مع جيمس ستورم و كريزي ستيف بطولة الـNWA للفرق (مرة واحدة) مع ايه جي ستايلز بطولة التاج الثلاثي بطولة فايت فور رايت عام (2006) |
| 2020  |             | كين شامروك               | بطولة الـNWA العالم للوزن الثقيل (مرة واحدة) أول بطل عالم في تاريخ الاتحاد |

### الفرق المنضمة
| عام  | صورة المنضم                                                                                              | الفريق  | الالقاب والجوائز المعترف بها والتي حققها في الاتحاد |
| ---- | --- | ------- | --- |
| 2014 | | فريق 3D | بطولة الـNWA للفرق (مرة واحدة) بطولة الـTNA للفرق (مرتين) بطولة الـIWGP للفرق (مرتين) بالاضافة إلي 23 بطولة فرق اخري معترف بها من قبل اتحاد الـTNA في الـWWE ,ECW , WCW |
| 2014 | بولي راي (مارك لوموناكو) - بطل TNA العالمي للوزن الثقيل مرتين ديفون (ديفون هيوز) - بطل تلفزيون TNA مرتين |         | |

## روابط خارجية
- قاعة مشاهير TNA علي الانترنت